# ストリートワークアウト
ストリートワークアウト（Street Workout）は、ストリートの世界観を持つワークアウトである。略称は「SW、ストワー」。
発祥は古代ギリシャまで遡る。ロシアなどの東ヨーロッパやアメリカ合衆国で人気のムーブメントとなり、現在では世界中に広がりを見せている。ストリートワークアウトを構成する主な種目は、腕立て伏せ・懸垂・マッスルアップ・ディップス・腹筋運動・スクワットである。また、ヒューマンフラッグ・フロントレバー・バックレバー・プランシェなどの種目も存在する。
他にもダンス・体操・パントマイムなどの要素を組み合わせた、新しい運動方法という特徴もある。ストリートワークアウトのチームも存在し、独自の大会や活動が行われている。世界ストリートワークアウト＆カリステニクス連盟である、The World Street Workout & Calisthenics Federation（WSWCF）が主催で、全国選手権を50カ国以上で行い、各国内のチャンピオンを集めたストリートワークアウト世界大会も開催されている。

## 歴史
ストリートワークアウトの祖型については、古代ギリシャ時代から歴史がある。欧米では、Training（トレーニング）、Workout（ワークアウト）、Calisthenics（カリステニクス。日本語で美容体操・自重トレーニング。ギリシャ語で美しさと強さを意味するkalosとsthenos。第一次世界大戦後から普及した軍隊、警察、刑務所の囚人などの間で行われてきた）といった名称で体系化されていった。現代における発祥は東ヨーロッパとされており、そこからロシアやアメリカなどでも盛んになり、現在南米やアジアでも人気が出始めている。
ストリートワークアウトの前身とされる運動は、いくつかある。当初はGhetto Workout（ゲットーワークアウト）という名称で呼ばれ、YouTubeが普及し始めた2006年頃からSNSなどで動画を発信する人が増えて注目を集め始めた。しかし、Ghetto（ゲットー）とは一般的にアフリカ系アメリカ人のコミュニティーや地域など色々な意味と、マイノリティーな面がある。そのため、Ghetto Workoutという言葉を使用せず、他のストリートに存在する形態から派生して「Street Workout（ストリートワークアウト）」という呼び名が生まれる。現在では一般的な呼び名となり広まっている。
世界中の人々が多くの場所で運動できることを願い、街中でできないときは、公園の遊具を使った自重トレーニングの広報活動が行われてきた。
やがて、ストリートスタイル・ファッションやアクロバットも混ざり、競技・組織化が進む。
しかし、ゲットーワークアウトからストリートワークアウトに名称を変更される以前から、YouTubeでストリートワークアウトとは何かを発信して活動する人々がいたという事実が存在する。ストリートワークアウトは、街中でなるべくお金を使わないように体を鍛えることで、より良く生きていこうとするワークアウトだった。

## 基本要素
ストリートワークアウトの特徴的なルーティンには、以下のようなものがある。
アスレチックエクササイズ
当事者の目的・段階に応じた運動競技的なエクササイズ。健康増進、筋力とスタミナの向上、体型維持などに対応している。
カリステニクス
自分の体重を負荷にした動作体系。筋力の向上と総合的な身体能力の進歩が見込める。
スタティック
同じ姿勢を維持する動き。ヒューマンフラッグ、フロントレバー、バックレバー、プランシェなどの種目がある。
ダイナミック
鉄棒に手脚をかけながら行う動的な動き。マッスルアップ、コウモリ、歩行などの動作を伴うヒューマンフラッグといった種目がある。
エア
鉄棒から手脚を離して飛ぶ動き。オーバーザバー、360°や変化形のスイッチブレードなどがある。指導者無しでの練習は危険がより伴う。

## 長所
- 公園などで行うので、金銭的コストがかからない。
- ワークアウトを行える場所が多い。
- ジムで使う道具や装備を必要としない。
- 健康的な生活を送りながら、自然で綺麗な体型になれる。
- 老若男女どんな人でも行うことができる。
- 社会活動としての要素がある。
- コミュニティースポーツ（Community Sports）としての要素があるので、国や言語など関係なく、世界中の人がお互いに交流を持つことができる。

## 課題
欧米では、パフォーマンス要素が先行し過ぎてしまい、本来の目的である体作りの部分を疎かにした状態で動きを行い、怪我をする人が増えている。また、ストリートワークアウトはどこでもできるというパフォーマンス要素もある事で、公園やビーチ以外での公共の場や建造物、電車内などで許可無しにパフォーマンスをして、マナーの低下が目立つ人が増えたことが社会問題になりつつある。当事者は良くても社会はどこまで寛容になるのかといった判断・改善・対策が必要とされている。
急速な国際スポーツとなると同時に、社会的なツールとしてのアイデンティティを失う危険があるとして議論されている。
ストリートワークアウト＆カリステニクスから、ストリートワークアウト＆アクロバットという名称に体裁を整えることで、言葉の意味と内容に対応できると考えられる。
また、身体を動かす場合、妻や夫と一緒に運動すると身体活動の量が低下する傾向がある。